# Autostrada RA11 (Włochy)
Autostrada RA11 (wł. raccordo autostradale RA11, Ascoli-Porto d'Ascoli) - połączenie autostradowe miasta Ascoli Piceno z  wybrzeżem Adriatyku oraz Autostradą A14. Przejazd trasą jest bezpłatny.